# Estado Lara (1879-1909)
El Gran Estado Lara (denominado entre 1879 y 1881 como Estado Norte de Occidente) fue una antigua división administrativa de los Estados Unidos de Venezuela ubicada al noroccidente del país, que abarcaba lo que hoy son los estados Lara y Yaracuy.

## Historia
En 1879 las estados Barquisimeto, Falcón y Yaracuy se unieron en una sola entidad federal con el nombre de «Estado Norte de Occidente», a excepción del distrito Nirgua que se unió con Carabobo en un estado separado. El 29 de agosto de 1881 se le cambió el nombre por el de «Estado Lara», en homenaje al héroe de la independencia Jacinto Lara, y quedó conformado únicamente por las secciones Barquisimeto y Yaracuy. en 1883 las secciones fueron suprimidas siendo el Gran Estado Lara subdividido únicamente en distritos y municipios. años después, En 1899 la entidad se dividió nuevamente en los estados Barquisimeto y Yaracuy, si bien el primero recuperó en 1901 para sí el nombre de Lara. En 1904 Barquisimeto nuevamente se integró con Yaracuy, hasta 1909 cuando ambos se separaron, adquiriendo Lara su actual nombre y unidad territorial.
Cabe destacar que hasta 1899 en esta entidad se ubicaban las poblaciones costeras de Tucacas y Chichiriviche, las cuales ese año se incorporaron al estado Falcón entregando a cambio el territorio que corresponde actualmente al municipio Urdaneta.